# Міньківська сільська рада
| Міньківська сільська рада — орган місцевого самоврядування у Бахмутському районі Донецької області з адміністративним центром у с. Міньківка. Сільській раді підпорядковані населені пункти: - с. Міньківка - с. Голубівка - с. Дубово-Василівка - с. Оріхово-Василівка - с. Привілля |

## Склад ради
Рада складається з 16 депутатів та голови.

## Керівний склад сільської ради
| ПІБ                                | Основні відомості                                                                       | Дата обрання | Дата звільнення |
| ---------------------------------- | --------------------------------------------------------------------------------------- | ------------ | --------------- |
| Данильченко Тетяна Олександрівна   | Сільський голова, 1962 року народження, освіта, член Партії регіонів                    | 26.03.2006   | 31.10.2010      |
| Данильченко Тетяна Олександрівна   | Сільський голова, 1962 року народження, освіта вища, член Партії регіонів               | 31.10.2010   | 13.02.2013      |
| Безвесільний Олександр Валерійович | Сільський голова, 1970 року народження, освіта середня спеціальна, член Партії регіонів | 15.12.2013   |                 |

Примітка: таблиця складена за даними джерела